# De André canta De André
De André canta De André - Cristiano De André Live è un album dal vivo del 2009 di Cristiano De André, pubblicato dalla MT Blues Records (Universal Music Group).
Il disco è stato registrato durante la tournée dell'estate del 2009, in cui Cristiano De André riproponeva, riarrangiata, una selezione di canzoni del padre Fabrizio De André. L'album è stato certificato disco d'oro con oltre 45000 copie vendute.
Al disco è allegato il DVD Filming Around Tour, regia di Daniele Pignatelli, documentario dedicato alla realizzazione dello spettacolo, con interviste a De André e alla band e spezzoni dei concerti (tratti principalmente dagli spettacoli di Reggia di Venaria e dell'Auditorium Parco della Musica di Roma).

## Tracce
1. Mégu Mégun – 5:38 (Fabrizio De André, Ivano Fossati, Mauro Pagani)
2. 'A çimma – 6:32 (Fabrizio De André, Ivano Fossati, Mauro Pagani)
3. Ho visto Nina volare – 3:55 (Fabrizio De André, Ivano Fossati)
4. Se ti tagliassero a pezzetti – 5:21 (Fabrizio De André, Massimo Bubola)
5. Smisurata preghiera – 5:13 (Fabrizio De André, Ivano Fossati, Álvaro Mutis)
6. Verranno a chiederti del nostro amore – 5:10 (Fabrizio De André, Giuseppe Bentivoglio, Nicola Piovani)
7. Amico fragile – 8:33 (Fabrizio De André)
8. La canzone di Marinella – 3:40 (Fabrizio De André)
9. Quello che non ho – 5:46 (Fabrizio De André, Massimo Bubola)
10. Fiume Sand Creek – 7:01 (Fabrizio De André, Massimo Bubola)
11. Il pescatore – 4:35 (Fabrizio De André, Gian Piero Reverberi, Franco Zauli)

Durata totale: 61:24

## Formazione
- Cristiano De André - voce, chitarra acustica, chitarra classica, violino, bouzouki, pianoforte
- Luciano Luisi - tastiera, programmazione, cori
- Osvaldo Di Dio - chitarra elettrica, chitarra classica, chitarra acustica, cori
- Davide Pezzin - basso, contrabbasso
- Davide De Vito - batteria

### Produzione audio
- Luciano Luisi - Co-produzione artistica e arrangiamenti
- Michele Torpedine - Progettazione live
- Bruno Sconocchia - Progettazione live
- Giancarlo Pierozzi - registrazioni
- Paolo Iafelice - mixing (NoiseFactory Studio, Milano)
- Giancarlo Pierozzi - mixing (NoiseFactory, Milano)
- Claudio Giussani - mastering (Nautilus Studio, Milano)

### Produzione video
- Daniele Pignatelli - Regia e produzione
- Marco Mandelli - produzione
- Art3fatti Studio - Postproduzione
- SingSing Studio - mixage